# Подвижной состав Минского метрополитена
Подвижной состав Ми́нского метрополите́на (бел. Рухомы склад Мінскага метрапалітэна), начиная с 2024 года, состоит из вагонов на реостатно-контакторной системе управления коллекторными электродвигателями (составы 81-717/714 с модификациями), а также Stadler M110/M111 и 81-765.7/766.7 «Минск-2024» с асинхронными электродвигателями. На Московской линии эксплуатируются составы из 5 вагонов серий 81-717/714 с модификациями, на Автозаводской — составы из 5 вагонов 81-717/714 с модификациями и Stadler M110/M111, на Зеленолужской — поезда Stadler M110/M111 и 81-765.7/766.7 «Минск-2024» из 4 вагонов. Из них у «Минска-2024» габариты специально скорректированы для совмещения с платформенными раздвижными воротами на станциях Зеленолужской линии. Все вагоны во всех составах на всех трёх линиях являются моторными, — как 4-, так и 5-вагонные.
Поезда 81-765.7/766.7 «Минск-2024» закупаются в связи с невозможностью дальнейшего производства поездов Stadler M110/M111 после ввода санкций, поскольку оно осуществлялось на филиале швейцарского завода Stadler Rail в г. Фаниполь, Беларусь. Всего в 2024 году было закуплено 28 вагонов (семь четырёхвагонных составов).
Для питания электропоездов энергией применяется расположенный сбоку от путей третий (контактный) рельс, на который подаётся напряжение 825 В постоянного тока (на шинах подстанций — не более 975 В, на токосъёмнике вагона — не менее 550 В), токосъём осуществляется с нижней стороны рельса, принимаемый башмаком токоприёмника. Контактный рельс находится в пассажирской видимости (слева относительно движения поезда) на единственной в Минском метрополитене станции с береговыми платформами — «Первомайская».
В 2002 году в Минском метрополитене была самая высокая средняя скорость движения среди всех метрополитенов на постсоветском пространстве — 41,4 км/ч.

## Линии эксплуатации и депо
| Линия         | Подвижной состав                               | Депо                              | Количество вагонов в составе |
| ------------- | ---------------------------------------------- | --------------------------------- | ---------------------------- |
| Московская    | 81-717/714 с модификациями                     | ТЧ-1 «Московское»                 | 5                            |
| Автозаводская | 81-717/714 с модификациями, Stadler M110/M111  | ТЧ-2 «Могилёвское»                | 5                            |
| Зеленолужская | Stadler M110/M111, 81-765.7/766.7 «Минск-2024» | ТЧ-2 «Могилёвское» ТЧ-3 «Слуцкое» | 4                            |

На Зеленолужской линии у поездов 81-765.7/766.7 «Минск-2024» габариты специально скорректированы для совмещения дверей поезда с платформенными раздвижными воротами.

## В компьютерных играх
Электровагоны серии 81-717/714 с модификациями, эксплуатирующиеся на Московской и Автозаводской линиях, воссозданы в дополнении (моде) «Metrostroi Subway Simulator» к игре «Garry's Mod» в Steam, функционирует в виде аддонов в Steam Workshop. Дополнение отличается от других компьютерных симуляторов поезда высокой реалистичностью и широкой кастомизацией каких-либо действий.